# Роберт Раш Міллер
Роберт Раш Міллер (англ. Robert Rush Miller; 23 квітня 1916 — 10 лютого 2003) — американський іхтіолог та природоохоронець.
Він народився в Колорадо-Спрінгс, здобув ступінь бакалавра в Каліфорнійському університеті в Берклі у 1938 році, ступінь магістра в Університеті Мічигану у 1943 році та ступінь доктора філософії. в Мічиганському університеті в 1944 році. Він отримав посаду в Мічиганському університеті в 1954 році.
У 1963 році разом із В. Л. Мінклі він відкрив новий вид мечоносця Xiphophorus gordoni, який вони назвали на честь доктора Майрона Гордона. З 1950 по 1955 рік він працював іхтіологічним редактором журналу Copeia.

## Описані таксони
- Chortiheros wesseli R. R. Miller 1996
- Cualac tessellatus R. R. Miller 1956
- Cyprinodon albivelis W. L. Minckley & R. R. Miller, 2002
- Cyprinodon alvarezi R. R. Miller, 1976
- †Cyprinodon arcuatus W. L. Minckley & R. R. Miller, 2002
- Cyprinodon atrorus R. R. Miller, 1968
- Cyprinodon bifasciatus R. R. Miller, 1968
- Cyprinodon eremus R. R. Miller & Fuiman, 1987
- Cyprinodon fontinalis M. L. Smith & R. R. Miller, 1980
- Cyprinodon labiosus Humphries & R. R. Miller, 1981
- Cyprinodon laciniatus C. L. Hubbs & R. R. Miller, 1942
- Cyprinodon macrolepis R. R. Miller, 1976
- Cyprinodon maya Humphries & R. R. Miller, 1981
- Cyprinodon meeki R. R. Miller, 197
- Cyprinodon nazas R. R. Miller, 1976
- Cyprinodon nevadensis amargosae R. R. Miller, 1948
- †Cyprinodon nevadensis calidae R. R. Miller, 1948
- Cyprinodon nevadensis mionectes R. R. Miller, 1948
- Cyprinodon nevadensis pectoralis R. R. Miller, 1948
- Cyprinodon nevadensis shoshone R. R. Miller, 1948
- Cyprinodon pisteri R. R. Miller & W. L. Minckley, 2002
- Cyprinodon radiosus R. R. Miller, 1948 Cyprinodon salinus R. R. Miller, 1943
- Cyprinodon salinus salinus R. R. Miller, 1943
- Cyprinodon simus Humphries & R. R. Miller, 1981
- Cyprinodon tularosa R. R. Miller & A. A. Echelle, 1975
- Xiphophorus gordoni Miller and W. L. Minckley 1963

## Вибрані видання
- Miller, Robert R. and Minckley, W. L. (1963) «Xiphophorus gordoni, A New Species of Platyfish from Coahuila, Mexico» Copeia 1963(3): pp. 538–546
- Lagler, Karl Frank; Bardach, John E. and Miller, Robert Rush (1962) Ichthyology University of Michigan, Ann Arbor, Michigan, OCLC 61070182 (textbook)
- Miller, Robert Rush, Wendell L. Minckley, and Steven Mark Norris. Freshwater fishes of Mexico. University of Chicago Press, 2005.
- Hubbs, C. L., and R. R. Miller. 1948. The Great Basin with emphasis on glacial and postglacial times. II. The zoological evidence. Univ. Utah Bull. 38:17-166
- Miller, Robert Rush. Man and the changing fish fauna of the American Southwest. Michigan Academy of Science, Arts, and Letters, 1961.
- Miller, R.R. 1972. Threatened Freshwater Fishes of the United States. Transactions of the American Fisheries Society 101, 239—252.